# Zawady
Zawady è un comune rurale polacco del distretto di Białystok, nel voivodato della Podlachia.
Ricopre una superficie di 112,67 km² e nel 2004 contava 3 032 abitanti.